# Mina de São Domingos (aldeia)

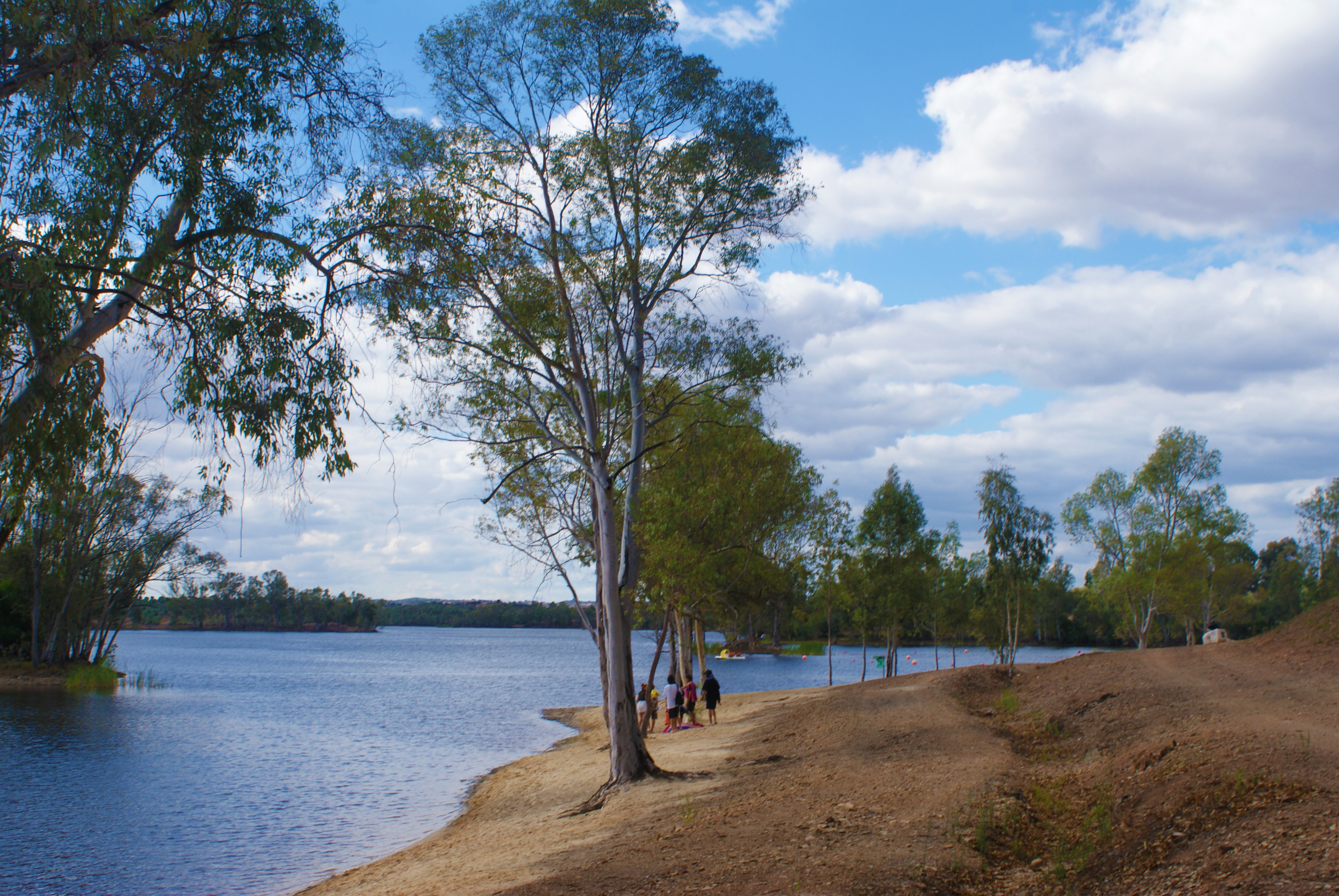
Praia Fluvial de Mina de S. Domingos

A povoação ou aldeia de Mina de São Domingos pertence à freguesia de Corte do Pinto, Município de Mértola, Distrito de Beja, em Portugal. Este povoamento faz parte de uma série de infraestruturas criadas como apoio ao complexo mineiro das Minas de São Domingos.
A povoação está incluída na Zona de Protecção Especial do Vale do Guadiana (Rede Natura 2000) assim como se encontra classificada como Conjunto de Interesse Público desde 2013 juntamente com o restante complexo mineiro. 

## História
Apesar de existirem vestígios arqueológicos romanos e anteriores a povoação foi criada em 1858 de raiz na serra de S. Domingos. É também o ano de início da exploração moderna da Mina pela empresa “Mason & Barry”. Parte das infraestruturas primitivas como a Igreja, a residência do engenheiro director (palácio), os escritórios da administração, o teatro, a sala de recreio e habitações de mineiros são demolidas em 1869 para aumentar a área de exploração a céu aberto.

## Património

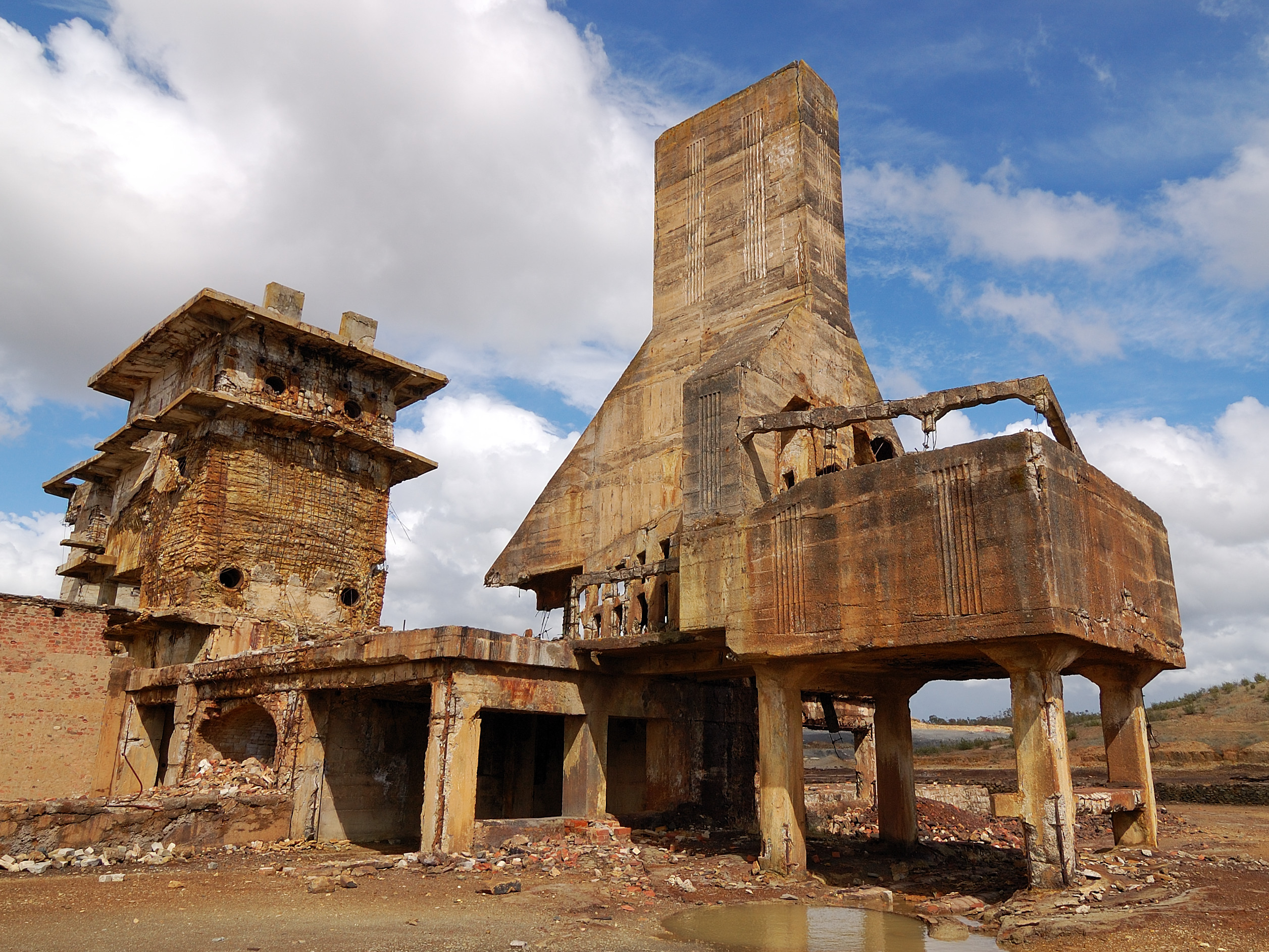
Complexo Mineiro das Minas de S. Domingos

- Antiga Casa de Habitação do Proprietário da Mina e Escritórios
- (Palácio e atual hotel);
- Antigo Teatro (Cine -Teatro);
- Antigo Quartel da G.N.R.;
- Bairro dos Ingleses;
- Campo de Futebol Cross Brown;
- “Casa da Ilha”;
- Casa do Mineiro – Centro de Documentação;
- Cemitério dos Ingleses;
- Complexo mineiro das Minas de S. Domingos;
- Igreja;
- Praia Fluvial da Tapada Grande;

## Curiosidades
Mercedes Blasco ilustre actriz, escritora e jornalista nasceu em 1873 na Mina de São Domingos.
A urze Erica andevalensis, raro endemismo da flora ibérica tem a sua distribuição em Portugal limitada à zona mineira da Mina de S. Domingos.
Os sinos presentes na Igreja de Mina de São Domingos, fundidos em 1863, foram encomendados pela Maison  &  Barry à fundição de sinos Inglesa John  Warner  &  Sons  Crescent  Foundry.  A John  Warner  &  Sons  Crescent  Foundry foi a  responsável por fundir em 1856 o primeiro Big Ben, o grande sino para a torre do relógio do Palácio de Westminster, onde está instalado o Parlamento do Reino Unido. 